# Medicament de venda lliure
Els medicaments de venda lliure (MVL) són medicaments que es venen directament al consumidor sense una prescripció feta per un professional de la salut, en comparació amb els medicaments receptats, els quals poden ser venuts únicament als consumidors que posseeixen una recepta vàlida. En molts països, els medicaments de venda lliure són seleccionats per una agència reguladora per assegurar que els medicaments són segurs i efectius quan es fan servir sense la cura d'un metge. Els medicaments de venda lliure solen ser regulats per ingredients farmacèutics actius, no pels productes finals. Mitjançant la regulació d'aquests principis actius en lloc de regular les formulacions específiques de fàrmacs, els governs donen als fabricants la llibertat per formular aquests principis, o les seves combinacions.
En molts països, aquests medicaments sovint es troben als prestatges de les botigues com qualsevol altre producte envasat. Alguns medicaments de venda lliure poden ser legalment classificats com a MVL (és a dir, no calen recepta mèdica), però només poden ser dispensats per un farmacèutic després d'una avaluació de les necessitats del pacient o d'haver informat al pacient. En molts països, una sèrie de MVL estan disponibles en establiments que no són farmàcies, com ara magatzems generals, supermercats i estacions de servei. Les legislacions que detallen els establiments on els fàrmacs poden ser venuts o qui està autoritzat a lliurar-los varien considerablement d'un país a un altre.